# Eriogonum luteolum
Eriogonum luteolum är en slideväxtart som beskrevs av Edward Lee Greene. Eriogonum luteolum ingår i släktet Eriogonum och familjen slideväxter.

## Underarter
Arten delas in i följande underarter:
- E. l. caninum
- E. l. pedunculatum
- E. l. saltuarium